# أنطون لازوتكين
أنطون لازوتكين (5 نوفمبر 1994 بروستوف-نا-دونو في روسيا - ) هو لاعب كرة قدم روسي في مركز الدفاع. لعب مع نادي روستوف.

## وصلات خارجية
- أنطون لازوتكين على موقع قاعدة بيانات كرة القدم.إي يو (الإنجليزية)